# ブリング・ザ・ハウス・ダウン
『ブリング・ザ・ハウス・ダウン』（原題 : We'll Bring The House Down）は、イギリスのロックバンド・スレイドの9作目のスタジオ・アルバム。イギリスで1981年3月13日に発売されたのち、全英アルバムチャートで最高位25位を獲得。本作は8曲目の「マイ・ベイビーズ・ガット・イット」を除き、バンドによるセルフプロデュース作品となっており、同時に1980年のレディング・フェスティバル出演後に発売された初のスタジオ・アルバムでもある。

## 背景
1976年以降、スレイドはチャートアクションが鈍り、ライブにおいても観客が減少するなど、人気が低迷していた。さらに、1977年にはポリドール・レコードとの契約が打ち切られたほかチャス・チャンドラーと決別することとなった。
そんな中、1980年8月のレディング・フェスティバルに出演予定であったオジー・オズボーン・バンドが出演をキャンセルし、代打としてスレイドが出演することとなった。レディング・フェスティバルでの演奏が高く評価され、これに乗じて、バンドは9月にフェスティバルでライブ録音された3曲をフィーチャーしたEP『Alive at Reading』を発売し、全英シングルチャートで最高位44位を獲得。同年11月に元レーベルのポリドール・レコードからコンピレーション・アルバム『Slade Smashes!』が発売された。同作は全英アルバムチャートで最高位21位を獲得し、12月時点で20万枚以上の売上を記録し、ゴールド認定を受けた。
1981年1月に本作からの先行シングルとして『ウィール・ブリング・ザ・ハウス・ダウン』が発売され、全英シングルチャートで最高位10位を獲得。3月には同名のアルバムが発売され、全英アルバムチャートで最高位25位を獲得。同月に本作からの第2弾シングル『ホイールズ・エイント・カミング・ダウン』が発売され、全英シングルチャートで最高位60位を獲得した。

## 収録曲
特記がない限り、作詞作曲はノディ・ホルダーとジム・リーによるもの。
| #         | タイトル                                                                                      | 作詞・作曲 | 時間  |
| --------- | --------------------------------------------------------------------------------------------- | ---------- | ----- |
| 1.        | 「ウィール・ブリング・ザ・ハウス・ダウン」(We'll Bring The House Down)                        |            | 3:32  |
| 2.        | 「ナイト・スターベイション」(Night Starvation)                                                |            | 3:05  |
| 3.        | 「ホイールズ・エイント・カミング・ダウン」(Wheels Ain't Coming Down)                          |            | 3:37  |
| 4.        | 「ホールド・オン・トゥ・ユア・ハッツ」(Hold On To Your Hats)                                  |            | 2:33  |
| 5.        | 「ホエン・アイム・ダンシン・アイ・エイント・ファイティン」(When I'm Dancin' I Ain't Fightin') |            | 3:09  |
| 合計時間: | 合計時間:                                                                                     | 合計時間:  | 15:56 |

| #         | タイトル                                                        | 作詞・作曲       | 時間  |
| --------- | --------------------------------------------------------------- | ---------------- | ----- |
| 6.        | 「デイジー・ママ」(Dizzy Mamma)                                 |                  | 3:37  |
| 7.        | 「ナッツ・ボルツ・アンド・スクリューズ」(Nuts Bolts And Screws) |                  | 2:29  |
| 8.        | 「マイ・ベイビーズ・ガット・イット」(My Baby's Got It)          |                  | 2:35  |
| 9.        | 「レミー・ラブ・イントゥ・ヤー」(Lemme Love Into Ya)            |                  | 3:26  |
| 10.       | 「アイム・ア・ロッカー」(I'm A Rocker)                          | チャック・ベリー | 2:42  |
| 合計時間: | 合計時間:                                                       | 合計時間:        | 14:49 |

| #         | タイトル                                                                                             | 作詞・作曲       | 時間  |
| --------- | --- | ---------------- | ----- |
| 11.       | 「チャケータ」(Chakeeta)                                                                             |                  | 2:28  |
| 12.       | 「ドント・ウェイスト・ユア・タイム(バック・シート・スター)」(Don't Waste Your Time (Back Seat Star)) |                  | 3:30  |
| 13.       | 「サイン・オブ・ザ・タイムズ」(Sign Of The Times)                                                    |                  | 3:58  |
| 14.       | 「アイム・マッド」(I'm Mad)                                                                          |                  | 2:48  |
| 15.       | 「ジニー・ジニー」(Ginny, Ginny)                                                                     |                  | 3:40  |
| 16.       | 「ナット・トゥナイト・ジョセフィーヌ」(Not Tonight Josephine)                                        |                  | 3:03  |
| 17.       | 「オーケイ・コーキー」(Okey Cokey)                                                                   | ジミー・ケネディ | 3:26  |
| 18.       | 「ナイン・トゥ・ファイヴ」(9 To 5)                                                                   |                  | 2:55  |
| 合計時間: | 合計時間:                                                                                            | 合計時間:        | 25:48 |

## 曲の解説
「ウィール・ブリング・ザ・ハウス・ダウン」は、1977年以来となる全英シングルチャートにチャートインしたシングル作品で、オールミュージックのジェフリー・ギンズバーグは「絶対に聴くべき」と評している。
「ナイト・スターベイション」は、1980年に発売されたEP『Six of the Best』に収録されていた楽曲で、イギリスでは同年にプロモーション・シングルとしても発売された。
「ホエン・アイム・ダンシン・アイ・エイント・ファイティン」もEP『Six of the Best』に収録されていた楽曲で、オールミュージックのジャフリー・ギンズバーグは、「純粋なクラシックスレイド」と評している。
「デイジー・ママ」は、1979年に発売されたシングル『ジニー・ジニー』のB面曲。
「ナッツ・ボルツ・アンド・スクリューズ」は、EP『Return to Base』に収録されていた楽曲。この2曲は、アルバムに収録するにあたり、ポートランド・スタジオでリミックスが施された。
「レミー・ラブ・イントゥ・ヤー」は、翌年にジム・リーのソロ・プロジェクト「Greenfields of Tong」の楽曲「Poland」としてリメイクされ、スピード・レコードからシングル盤として発売された。なお「レミー・ラブ・イントゥ・ヤー」は、1979年にスレイドファンクラブで行われたファン投票の「ベスト・アルバム・トラック」部門で2位にランクインした。

## クレジット
スレイド
- ノディ・ホルダー - リード・ボーカル、リズムギター、プロデューサー
- デイヴ・ヒル - リードギター、バッキング・ボーカル、音楽プロデューサー
- ジム・リー - ベース、鍵盤楽器、シンセサイザー、バッキング・ボーカル、プロデューサー
- ドン・パウエル - ドラム、プロデューサー

外部ミュージシャン
- チャス・チャンドラー - プロデューサー（#8）
- アンディ・ミラー - レコーディング・エンジニア
- デイヴ・ガーランド、マーク・オドノヒュー - アシスタント・エンジニア
- ジョージ・ペッカム - マスタリング・エンジニア
- ローリー・リチャーズ - アートディレクション
- チャス・チャンドラー - カバー・コンセプト